# Nickeil Alexander-Walker
Pour les articles homonymes, voir Alexander et Walker.
Nickeil Alexander-Walker, né le 2 septembre 1998 à Toronto au Canada, est un joueur canadien de basket-ball. Il mesure 1,94 m et évolue au poste d'arrière.

## Biographie

### Carrière universitaire
En 2017, il choisit de rejoindre Virginia Tech où il joue pour les Hokies. Lors de sa première année, il a des moyennes de 10,7 points et 3,8 rebonds par match. Lors de son second match avec l'université, il établit son record de la saison avec 29 points dans la victoire 132 à 93 contre The Citadel. Il aide Virginia Tech à terminer la saison avec un bilan de 21 victoires et 12 défaites qui leur permet de participer au tournoi NCAA. Lors de la défaite au premier tour à Alabama, Alexander-Walker marque 15 points.
Lors de sa seconde saison, Alexander-Walker a des moyennes de 16,5 points, 4,1 rebonds et 4,0 passes décisives par match durant la saison régulière. Il aide Virginia Tech à terminer la saison avec un bilan de 24 victoires et 8 défaites dont un bilan de 12-6 dans l'ACC et la 4e position dans le tournoi NCAA.
Le 9 avril 2019, il annonce sa candidature à la draft 2019 de la NBA.

### Carrière professionnelle

#### Pelicans de La Nouvelle-Orléans (2019-2022)
Il est choisi en 17e position par les Pelicans de La Nouvelle-Orléans lors de la draft 2019 de la NBA dans un échange avec les Nets de Brooklyn.

#### Jazz de l'Utah (2022-2023)
Le 8 février 2022, Nickeil Alexander-Walker, Josh Hart, Tomáš Satoranský, Didi Louzada, un premier, et deux seconds tour de draft sont envoyés vers les Trail Blazers de Portland contre C.J. McCollum, Tony Snell et Larry Nance Jr..
Il est à nouveau transféré le lendemain vers le Jazz de l'Utah.

#### Timberwolves du Minnesota (2023-2025)
La veille de la fermeture du marché des transferts, le 9 février 2023, il est transféré vers les Timberwolves du Minnesota dans un échange en triangle incluant les Lakers, les Timberwolves et le Jazz.
Le 9 juillet 2023, il prolonge avec les Wolves pour deux saisons.

#### Hawks d'Atlanta (depuis 2025)
En juillet 2025, il signe avec les Hawks d'Atlanta un contrat de quatre ans et 62 millions de dollars.

### Sélection nationale
Alexander-Walker participe au championnat des Amériques U18 en 2016 avec le Canada et termine la compétition à la seconde place. Il finit meilleur marqueur de la compétition avec 17,4 points par match.

## Palmarès

### Sélection nationale
- Vice-champion des Amériques U18 en 2016 au Chili.
- Troisième à la Coupe du monde 2023

## Statistiques

### Universitaires
| Saison    | Équipe        | Matchs | Titul. | Min./m | % Tir | % 3pts | % LF | Rbds/m. | Pass/m. | Int/m. | Ctr/m. | Pts/m. |
| --------- | ------------- | ------ | ------ | ------ | ----- | ------ | ---- | ------- | ------- | ------ | ------ | ------ |
| 2017-2018 | Virginia Tech | 33     | 33     | 25,5   | 44,9  | 39,2   | 73,0 | 3,85    | 1,48    | 0,85   | 0,55   | 10,67  |
| 2018-2019 | Virginia Tech | 34     | 34     | 34,3   | 47,4  | 37,4   | 77,8 | 4,09    | 3,97    | 1,88   | 0,53   | 16,18  |
| Carrière  | Carrière      | 67     | 67     | 30,0   | 46,4  | 38,3   | 76,3 | 3,97    | 2,75    | 1,37   | 0,54   | 13,46  |

### Professionnelles

#### Saison régulière
| Saison    | Équipe              | Matchs | Titul. | Min./m | % Tir | % 3pts | % LF | Rbds/m. | Pass/m. | Int/m. | Ctr/m. | Pts/m. |
| --------- | ------------------- | ------ | ------ | ------ | ----- | ------ | ---- | ------- | ------- | ------ | ------ | ------ |
| 2019-2020 | La Nouvelle-Orléans | 47     | 1      | 12,6   | 36,8  | 34,6   | 67,6 | 1,79    | 1,89    | 0,36   | 0,17   | 5,68   |
| 2020-2021 | La Nouvelle-Orléans | 46     | 13     | 21,9   | 41,9  | 34,7   | 72,7 | 3,13    | 2,22    | 1,02   | 0,48   | 11,04  |
| 2021-2022 | La Nouvelle-Orléans | 50     | 19     | 26,3   | 37,5  | 31,1   | 72,2 | 3,28    | 2,78    | 0,82   | 0,38   | 12,78  |
| 2021-2022 | Utah                | 15     | 2      | 9,9    | 33,3  | 30,3   | 91,7 | 1,53    | 1,13    | 0,33   | 0,27   | 3,53   |
| 2022-2023 | Utah                | 36     | 3      | 14,7   | 48,8  | 40,2   | 69,2 | 1,64    | 2,11    | 0,67   | 0,39   | 6,33   |
| 2022-2023 | Minnesota           | 23     | 0      | 15,5   | 38,4  | 36,1   | 61,9 | 1,83    | 1,39    | 0,35   | 0,30   | 5,87   |
| 2023-2024 | Minnesota           | 82     | 20     | 23,4   | 43,9  | 39,1   | 80,0 | 2,04    | 2,49    | 0,78   | 0,51   | 7,99   |
| 2024-2025 | Minnesota           | 82     | 10     | 25,3   | 43,8  | 38,1   | 78,0 | 3,23    | 2,72    | 0,61   | 0,41   | 9,43   |
| Carrière  | Carrière            | 381    | 68     | 20,8   | 41,4  | 36,0   | 74,3 | 2,49    | 2,31    | 0,67   | 0,39   | 8,55   |

#### Playoffs
| Saison   | Équipe    | Matchs | Titul. | Min./m | % Tir | % 3pts | % LF  | Rbds/m. | Pass/m. | Int/m. | Ctr/m. | Pts/m. |
| -------- | --------- | ------ | ------ | ------ | ----- | ------ | ----- | ------- | ------- | ------ | ------ | ------ |
| 2022     | Utah      | 1      | 0      | 5,0    | 100,0 | –      | 100,0 | 1,00    | 1,00    | 1,00   | 0,00   | 5,00   |
| 2023     | Minnesota | 5      | 4      | 29,6   | 42,9  | 40,0   | 66,7  | 2,00    | 1,40    | 0,60   | 0,20   | 8,40   |
| 2024     | Minnesota | 16     | 1      | 23,6   | 36,6  | 29,6   | 100,0 | 1,75    | 2,31    | 0,62   | 0,44   | 7,25   |
| Carrière | Carrière  | 22     | 5      | 24,1   | 38,9  | 32,1   | 92,9  | 1,77    | 2,05    | 0,64   | 0,36   | 7,41   |

## Records sur une rencontre en NBA
Les records personnels de Nickeil Alexander-Walker en NBA sont les suivants, :
| Type de statistique        | Saison régulière | Saison régulière            | Saison régulière | Playoffs | Playoffs                | Playoffs      |
| Type de statistique        | Record           | Adversaire                  | Date             | Record   | Adversaire              | Date          |
| -------------------------- | ---------------- | --------------------------- | ---------------- | -------- | ----------------------- | ------------- |
| Points                     | 37               | @ Clippers de Los Angeles   | 13 janvier 2021  | 23       | Thunder d'Oklahoma City | 26 mai 2025   |
| Paniers marqués            | 15               | @ Clippers de Los Angeles   | 13 janvier 2021  | 9        | Thunder d'Oklahoma City | 26 mai 2025   |
| Paniers tentés             | 24               | 3 fois                      | 3 fois           | 15       | Thunder d'Oklahoma City | 26 mai 2025   |
| Paniers à 3 points réussis | 6                | 4 fois                      | 4 fois           | 5        | Thunder d'Oklahoma City | 26 mai 2025   |
| Paniers à 3 points tentés  | 13               | 3 fois                      | 3 fois           | 10       | @ Suns de Phoenix       | 26 avril 2024 |
| Lancers francs réussis     | 9                | Thunder d'Oklahoma City     | 10 novembre 2021 | 4        | @ Suns de Phoenix       | 26 avril 2024 |
| Lancers francs tentés      | 11               | Thunder d'Oklahoma City     | 10 novembre 2021 | 4        | @ Suns de Phoenix       | 26 avril 2024 |
| Rebonds offensifs          | 6                | @ Timberwolves du Minnesota | 23 octobre 2021  | 2        | @ Suns de Phoenix       | 28 avril 2024 |
| Rebonds défensifs          | 8                | 4 fois                      | 4 fois           | 6        | @ Nuggets de Denver     | 6 mai 2024    |
| Rebonds totaux             | 14               | @ Timberwolves du Minnesota | 23 octobre 2021  | 6        | @ Nuggets de Denver     | 6 mai 2024    |
| Passes décisives           | 9                | Warriors de Golden State    | 28 octobre 2019  | 5        | 3 fois                  | 3 fois        |
| Interceptions              | 5                | Jazz de l'Utah              | 30 novembre 2023 | 4        | Suns de Phoenix         | 20 avril 2024 |
| Contres                    | 4                | Grizzlies de Memphis        | 28 février 2024  | 3        | @ Nuggets de Denver     | 6 mai 2024    |
| Balles perdues             | 6                | 2 fois                      | 2 fois           | 3        | @ Nuggets de Denver     | 4 mai 2024    |
| Minutes jouées             | 40               | @ Celtics de Boston         | 10 janvier 2024  | 39       | @ Nuggets de Denver     | 14 mai 2024   |

- Double-double : 2
- Triple-double : 0

Dernière mise à jour : 12 juin 2024

## Vie privée
Il est le cousin de Shai Gilgeous-Alexander,.